# Borneolaena riedeli
Borneolaena riedeli is een keversoort uit de familie zwartlijven (Tenebrionidae). De wetenschappelijke naam van de soort is voor het eerst geldig gepubliceerd in 1998 door Schawaller.